# Roverè Veronese
Roverè Veronese is een gemeente in de Italiaanse provincie Verona (regio Veneto) en telt 2129 inwoners (31-12-2004). De oppervlakte bedraagt 36,5 km², de bevolkingsdichtheid is 58 inwoners per km².
De volgende frazioni maken deel uit van de gemeente: Roverè, San Francesco, San Vitale e San Rocco di Piegara.

## Demografie
Roverè Veronese telt ongeveer 841 huishoudens. Het aantal inwoners steeg in de periode 1991-2001 met 5,3% volgens cijfers uit de tienjaarlijkse volkstellingen van ISTAT.
| Jaar | Inwoneraantal |
| ---- | ------------- |
| 1991 | 1993          |
| 2001 | 2098          |

## Geografie
De gemeente ligt op ongeveer 843 m boven zeeniveau.
Roverè Veronese grenst aan de volgende gemeenten: Bosco Chiesanuova, Cerro Veronese, Grezzana, San Mauro di Saline, Selva di Progno, Velo Veronese, Verona.